# Льорік Цана
Льорік Цана (алб. Lorik Cana, нар. 27 липня 1983, Приштина) — албанський футболіст косовського походження, захисник та півзахисник «Нанта» і національної збірної Албанії.
Насамперед відомий виступами за клуби «Парі Сен-Жермен» та «Олімпік» (Марсель), а також національну збірну Албанії.

## Клубна кар'єра
Цана народився в Косово, однак ще дитиною його відвезли в Швейцарію, де він навчався футболу в місцевому клубі «Лозанна», а 2000 року потрапив в академію французького «Парі Сен-Жермена».

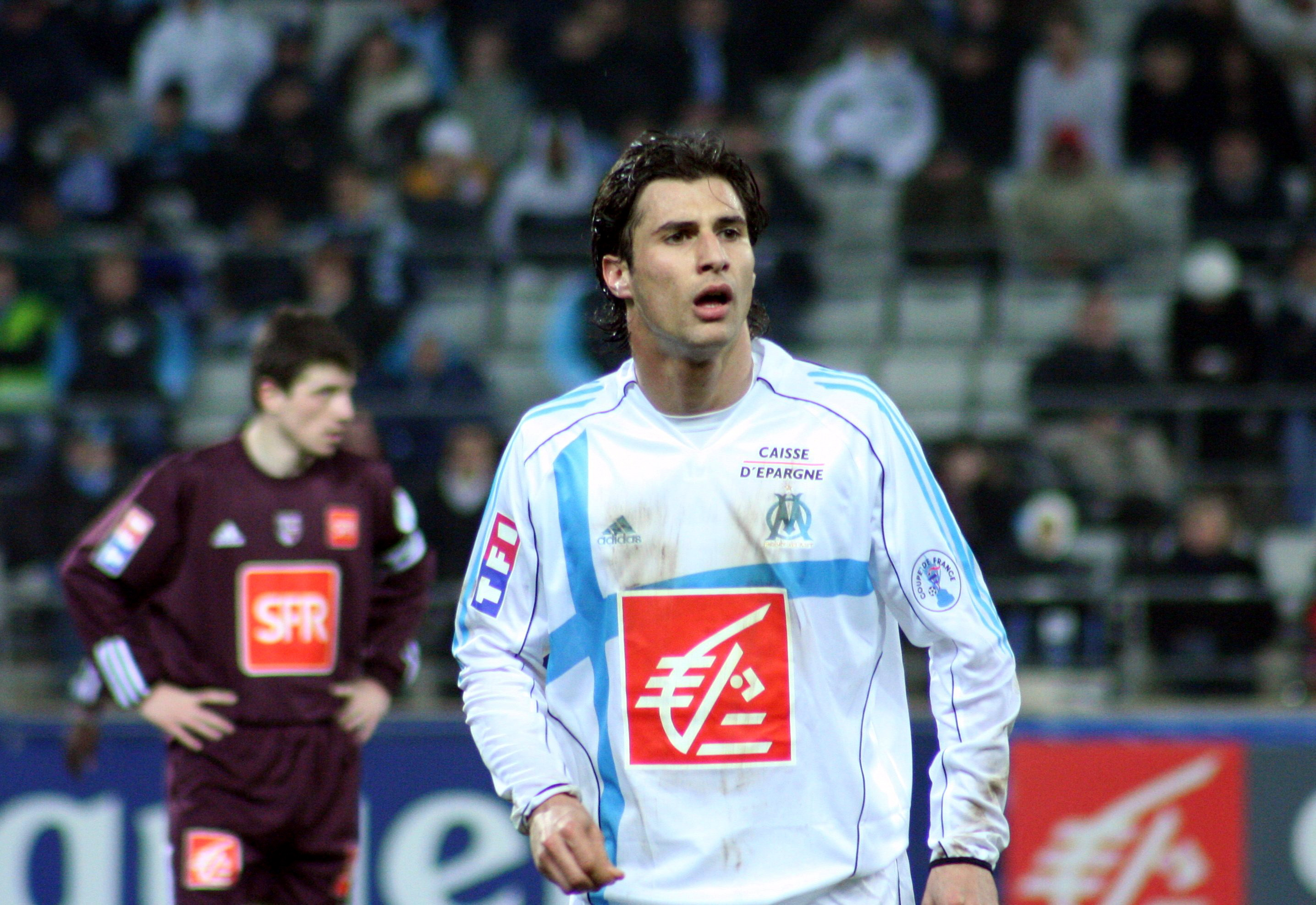
Льорік Цана у 2006 році в складі «Олімпіка»

У дорослому футболі дебютував 2002 року виступами за «Парі Сен-Жермен». Спочатку він не був гравцем основного складу, але вже в сезоні 2003/2004 він з'явився одним з ключових гравців клубу, провівши 32 ігри і забивши 1 гол, а «ПСЖ» став володарем Кубку Франції і віце-чемпіоном країни. Всього зіграв за парижан у 69 матчах чемпіонату.
На початку сезону 2005/06 у ПСЖ змінився тренер, і цей факт спонукав гравця змінити клуб на «Марсель» з міста Марсель. Відіграв за команду з Марселя наступні чотири сезони своєї ігрової кар'єри. Граючи у складі «Олімпіка» також здебільшого виходив на поле в основному складі команди, крім того влітку 2007 року був призначений капітаном команди.
Згодом, з 2009 по 2011 рік, по сезону провів у складі англійського «Сандерленда» та турецького «Галатасарая».
До складу «Лаціо» приєднався 3 липня 2011 року. За переход римляни змуені були віддати туркам 50 % прав на свого воротаря Фернандо Муслеру. За чотири сезони у складі «біло-блакитних» встиг відіграти 82 матчі в національному чемпіонаті і допоміг клубу у сезоні 2012/13 виграти національний кубок.
До складу клубу «Нант» приєднався влітку 2015 року, підписавши дворічний контракт. Відтоді встиг відіграти за команду з Нанта 15 матчів в національному чемпіонаті.

## Виступи за збірну
2003 року дебютував в офіційних матчах у складі національної збірної Албанії. Наразі провів у формі головної команди країни 88 матчів, забивши 1 гол.
| Дата       | Місто              | Господарі            | Результат | Гості                | Турнір            | Голи | Примітки |
| ---------- | ------------------ | -------------------- | --------- | -------------------- | ----------------- | ---- | -------- |
| 11-6-2003  | Лансі              | Швейцарія            | 3 – 2     | Албанія              | Відбір до ЧЄ 2004 | -    | 46'      |
| 20-8-2003  | Прілеп             | Північна Македонія   | 3 – 1     | Албанія              | товариський матч  | -    | 81'      |
| 6-9-2003   | Тбілісі            | Грузія               | 3 – 0     | Албанія              | Відбір до ЧЄ 2004 | -    | 72'      |
| 10-9-2003  | Тирана             | Албанія              | 3 – 1     | Грузія               | Відбір до ЧЄ 2004 | -    | 85'      |
| 11-10-2003 | Лісабон            | Португалія           | 5 – 3     | Албанія              | товариський матч  | -    |          |
| 15-11-2003 | Тирана             | Албанія              | 2 – 0     | Естонія              | товариський матч  | -    |          |
| 18-2-2004  | Тирана             | Албанія              | 2 – 1     | Швеція               | товариський матч  | -    |          |
| 4-9-2004   | Тирана             | Албанія              | 2 – 1     | Греція               | Відбір до ЧС 2006 | -    |          |
| 8-9-2004   | Тбілісі            | Грузія               | 2 – 0     | Албанія              | Відбір до ЧС 2006 | -    |          |
| 9-10-2004  | Тирана             | Албанія              | 0 – 2     | Данія                | Відбір до ЧС 2006 | -    |          |
| 13-10-2004 | Алмати             | Казахстан            | 0 – 1     | Албанія              | Відбір до ЧС 2006 | -    |          |
| 9-2-2005   | Тирана             | Албанія              | 0 – 2     | Україна              | Відбір до ЧС 2006 | -    |          |
| 26-3-2005  | Стамбул            | Туреччина            | 2 – 0     | Албанія              | Відбір до ЧС 2006 | -    | 69'      |
| 30-3-2005  | Пірей              | Греція               | 2 – 0     | Албанія              | Відбір до ЧС 2006 | -    | 53'      |
| 8-6-2005   | Копенгаген         | Данія                | 3 – 1     | Албанія              | Відбір до ЧС 2006 | -    |          |
| 17-8-2005  | Тирана             | Албанія              | 2 – 1     | Азербайджан          | товариський матч  | 1    |          |
| 3-9-2005   | Тирана             | Албанія              | 2 – 1     | Казахстан            | Відбір до ЧС 2006 | -    |          |
| 8-10-2005  | Дніпропетровськ    | Україна              | 2 – 2     | Албанія              | Відбір до ЧС 2006 | -    |          |
| 12-10-2005 | Тирана             | Албанія              | 0 – 1     | Туреччина            | Відбір до ЧС 2006 | -    |          |
| 1-3-2006   | Тирана             | Албанія              | 1 – 2     | Литва                | товариський матч  | -    | 63'      |
| 16-8-2006  | Серравалле         | Сан-Марино           | 0 – 3     | Албанія              | товариський матч  | -    | 54'      |
| 2-9-2006   | Мінськ             | Білорусь             | 2 – 2     | Албанія              | Відбір до ЧЄ 2008 | -    | 29'      |
| 6-9-2006   | Тирана             | Албанія              | 0 – 2     | Румунія              | Відбір до ЧЄ 2008 | -    | 83'      |
| 24-3-2007  | Шкодер             | Албанія              | 0 – 0     | Словенія             | Відбір до ЧЄ 2008 | -    |          |
| 28-3-2007  | Софія              | Болгарія             | 0 – 0     | Албанія              | Відбір до ЧЄ 2008 | -    | 17'      |
| 2-6-2007   | Тирана             | Албанія              | 2 – 0     | Люксембург           | Відбір до ЧЄ 2008 | -    |          |
| 6-6-2007   | Люксембург         | Люксембург           | 0 – 3     | Албанія              | Відбір до ЧЄ 2008 | -    |          |
| 12-9-2007  | Тирана             | Албанія              | 0 – 1     | Нідерланди           | Відбір до ЧЄ 2008 | -    | 87'      |
| 17-11-2007 | Тирана             | Албанія              | 2 – 4     | Білорусь             | Відбір до ЧЄ 2008 | -    | 86'      |
| 27-5-2008  | Ройтлінген         | Албанія              | 0 – 1     | Польща               | товариський матч  | -    |          |
| 20-8-2008  | Тирана             | Албанія              | 2 – 0     | Ліхтенштейн          | товариський матч  | -    |          |
| 6-9-2008   | Тирана             | Албанія              | 0 – 0     | Швеція               | Відбір до ЧС 2010 | -    |          |
| 10-9-2008  | Тирана             | Албанія              | 3 – 0     | Мальта               | Відбір до ЧС 2010 | -    | 65'      |
| 11-10-2008 | Будапешт           | Угорщина             | 2 – 0     | Албанія              | Відбір до ЧС 2010 | -    |          |
| 15-10-2008 | Брага (Португалія) | Португалія           | 0 – 0     | Албанія              | Відбір до ЧС 2010 | -    |          |
| 28-3-2009  | Тирана             | Албанія              | 0 – 1     | Угорщина             | Відбір до ЧС 2010 | -    | 13'      |
| 6-6-2009   | Тирана             | Албанія              | 1 – 2     | Португалія           | Відбір до ЧС 2010 | -    |          |
| 12-8-2009  | Тирана             | Албанія              | 6 – 1     | Кіпр                 | товариський матч  | -    | 73'      |
| 9-9-2009   | Тирана             | Албанія              | 1 – 1     | Данія                | Відбір до ЧС 2010 | -    |          |
| 14-10-2009 | Стокгольм          | Швеція               | 4 – 1     | Албанія              | Відбір до ЧС 2010 | -    |          |
| 14-11-2009 | Таллінн            | Естонія              | 0 – 0     | Албанія              | товариський матч  | -    |          |
| 3-3-2010   | Тирана             | Албанія              | 1 – 0     | Північна Ірландія    | товариський матч  | -    | 64'      |
| 25-5-2010  | Подгориця          | Чорногорія           | 0 – 1     | Албанія              | товариський матч  | -    | 77'      |
| 11-8-2010  | Дуррес             | Албанія              | 1 – 0     | Узбекистан           | товариський матч  | -    |          |
| 3-9-2010   | П'ятра-Нямц        | Румунія              | 1 – 1     | Албанія              | Відбір до ЧЄ 2012 | -    |          |
| 7-9-2010   | Тирана             | Албанія              | 1 – 0     | Люксембург           | Відбір до ЧЄ 2012 | -    |          |
| 8-10-2010  | Тирана             | Албанія              | 1 – 1     | Боснія і Герцеговина | Відбір до ЧЄ 2012 | -    |          |
| 9-2-2011   | Тирана             | Албанія              | 1 – 2     | Словенія             | товариський матч  | -    |          |
| 26-3-2011  | Тирана             | Албанія              | 1 – 0     | Білорусь             | Відбір до ЧЄ 2012 | -    | 38'      |
| 7-6-2011   | Зениця             | Боснія і Герцеговина | 2 – 0     | Албанія              | Відбір до ЧЄ 2012 | -    |          |
| 10-8-2011  | Шкодер             | Албанія              | 3 – 2     | Чорногорія           | товариський матч  | -    | 73'      |
| 2-9-2011   | Тирана             | Албанія              | 1 – 2     | Франція              | Відбір до ЧЄ 2012 | -    | 65'      |
| 7-10-2011  | Сен-Дені           | Франція              | 3 – 0     | Албанія              | Відбір до ЧЄ 2012 | -    | 36'      |
| 11-10-2011 | Тирана             | Албанія              | 1 – 1     | Румунія              | Відбір до ЧЄ 2012 | -    |          |
| 11-11-2011 | Тирана             | Албанія              | 0 – 1     | Азербайджан          | товариський матч  | -    |          |
| 15-11-2011 | Прілеп             | Північна Македонія   | 0 – 0     | Албанія              | товариський матч  | -    | 26'      |
| 22-5-2012  | Мадрид             | Катар                | 1 – 2     | Албанія              | товариський матч  | -    |          |
| 27-5-2012  | Стамбул            | Албанія              | 1 – 0     | Іран                 | товариський матч  | -    |          |
| 15-8-2012  | Тирана             | Албанія              | 0 – 0     | Молдова              | товариський матч  | -    |          |
| 7-9-2012   | Тирана             | Албанія              | 3 – 1     | Кіпр                 | Відбір до ЧС 2014 | -    | 11'      |
| 11-9-2012  | Люцерн             | Швейцарія            | 2 – 0     | Албанія              | Відбір до ЧС 2014 | -    |          |
| 12-10-2012 | Тирана             | Албанія              | 1 – 2     | Ісландія             | Відбір до ЧС 2014 | -    | 38'      |
| 16-10-2012 | Тирана             | Албанія              | 1 – 0     | Словенія             | Відбір до ЧС 2014 | -    |          |
| 14-11-2012 | Женева             | Албанія              | 0 – 0     | Камерун              | товариський матч  | -    |          |
| 6-2-2013   | Тирана             | Албанія              | 1 – 2     | Грузія               | товариський матч  | -    |          |
| 22-3-2013  | Осло               | Норвегія             | 0 – 1     | Албанія              | Відбір до ЧС 2014 | -    | 78'      |
| 26-3-2013  | Тирана             | Албанія              | 4 – 1     | Литва                | товариський матч  | -    | 70'      |
| 14-8-2013  | Тирана             | Албанія              | 2 – 0     | Вірменія             | товариський матч  | -    | 41'      |
| 6-9-2013   | Любляна            | Словенія             | 1 – 0     | Албанія              | Відбір до ЧС 2014 | -    |          |
| 10-9-2013  | Рейк'явік          | Ісландія             | 2 – 1     | Албанія              | Відбір до ЧС 2014 | -    |          |
| 11-10-2013 | Тирана             | Албанія              | 1 – 2     | Швейцарія            | Відбір до ЧС 2014 | -    | 48'      |
| 15-10-2013 | Строволос          | Кіпр                 | 0 – 0     | Албанія              | Відбір до ЧС 2014 | -    | 56'      |
| 15-11-2013 | Анталья            | Білорусь             | 0 – 0     | Албанія              | товариський матч  | -    |          |
| 5-3-2014   | Дуррес             | Албанія              | 2 – 0     | Мальта               | товариський матч  | -    | 35'      |
| 31-5-2014  | Івердон-ле-Бен     | Албанія              | 0 – 1     | Румунія              | товариський матч  | -    |          |
| 4-6-2014   | Будапешт           | Угорщина             | 1 – 0     | Албанія              | товариський матч  | -    |          |
| 7-9-2014   | Авейру             | Португалія           | 0 – 1     | Албанія              | Відбір до ЧЄ 2016 | -    |          |
| 11-10-2014 | Ельбасан           | Албанія              | 1 – 1     | Данія                | Відбір до ЧЄ 2016 | -    |          |
| 14-10-2014 | Белград            | Сербія               | 0 – 3     | Албанія              | Відбір до ЧЄ 2016 | -    |          |
| 14-11-2014 | Ренн               | Франція              | 1 – 1     | Албанія              | товариський матч  | -    |          |
| 18-11-2014 | Генуя              | Італія               | 1 – 0     | Албанія              | товариський матч  | -    |          |
| 29-3-2015  | Ельбасан           | Албанія              | 2 – 1     | Вірменія             | Відбір до ЧЄ 2016 | -    | 20'      |
| 13-6-2015  | Ельбасан           | Албанія              | 1 – 0     | Франція              | товариський матч  | -    | 74'      |
| 4-9-2015   | Копенгаген         | Данія                | 0 – 0     | Албанія              | Відбір до ЧЄ 2016 | -    |          |
| 7-9-2015   | Ельбасан           | Албанія              | 0 – 1     | Португалія           | Відбір до ЧЄ 2016 | -    |          |
| 8-10-2015  | Ельбасан           | Албанія              | 0 – 2     | Сербія               | Відбір до ЧЄ 2016 | -    | 16'      |
| 11-10-2015 | Єреван             | Вірменія             | 0 – 3     | Албанія              | Відбір до ЧЄ 2016 | -    |          |
| 13-11-2015 | Приштина           | Косово               | 2 – 2     | Албанія              | товариський матч  | -    | 63'      |
| Усього     |                    | Матчів (1 місце)     | 88        |                      | Голів             | 1    |          |

## Статистика виступів

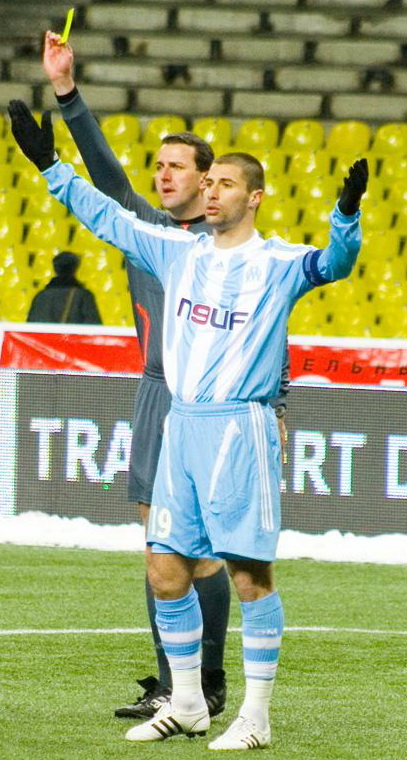
Льорік Цана у 2008 році в складі «Олімпіка»

## Титули і досягнення
- Володар Кубка Франції (1):

«Парі Сен-Жермен»: 2003-04
- Володар Кубка Італії (1):

«Лаціо»:  2012-13
- Володар Кубка Інтертото (2):

«Марсель»:  2005, 2006

### Індивідуальні
- Футболіст року в Албанії: 2004, 2005, 2006, 2009